# Bernardo María Cremades Sanz-Pastor
Bernardo María Cremades Sanz-Pastor  (Zaragoza, España, 1943) es un abogado, árbitro y profesor universitario con el distinguido premio de Catedrático en la Facultad de Derecho de Madrid. Fundador y expresidente de la Corte Española de Arbitraje y miembro de la Real Academia de Jurisprudencia y Legislación.

## Formación
Se licenció en Derecho por la Universidad de Sevilla en 1965, cursó un doctorado en la Universidad de Colonia en 1967 y un doctorado (cum laude) por la Universidad de Sevilla en 1968. Además fue premio extraordinario de la Beca Fullbright en 1972.

## Actividad Profesional
Bernardo M. Cremades es socio fundador de la firma de abogados española de carácter internacional, B. Cremades & Asociados, fundada en el año 1969. 
Su actividad profesional se centra en arbitraje comercial internacional y en la protección de inversión. Ha participado como abogado, árbitro y presidente del tribunal arbitral en más de 350 procesos arbitrales. Dentro del arbitraje ha trabajado en procedimientos ante foros de arbitraje de todo el mundo, incluyendo la CCI, el CIADI, AAA, CRCICA, CIETAC o LCIA. 
Es miembro de asociaciones profesionales relacionadas con el arbitraje como:
- Miembro de la Corte de Arbitraje de Madrid.[2]
- Copresidente del Foro Hispano-Alemán (Madrid).[3]
- Miembro del Club de Arbitraje Español.[4]
- Miembro del Instituto Internacional de Arbitraje de París.[5]
- Miembro del Consejo Internacional de Arbitraje Comercial.[6]
- Miembro del Instituto de Derecho Comercial Mundial de la CPI.
- Miembro de la Asociación Suiza de Arbitraje.[7]
- Miembro y Exvicepresidente del Tribunal de Arbitraje Internacional de Londres.[8]

Admitido en el Colegio de Abogados de Madrid (1969), París (1986) y Bruselas (1986).
Compagina su actividad profesional como orador frecuente en conferencias de arbitraje internacional en todo el mundo, es autor de libros como Arbitraje en España (1991), Litigios en España (1989) y numerosos artículos de leyes relacionadas con el arbitraje. de doctrina en español, inglés y francés.

## Reconocimientos
- Académico de Número de la Real Academia de Jurisprudencia y Legislación de España.[10]
- Gran Cruz de la Orden de San Raimundo de Peñafort.[11]
- Orden de Isabel la Católica.
- Orden del Mérito Civil.
- Verdienstkreuz de Alemania otorgado por el presidente de la República Federal de Alemania.
- Chevalier de l’Ordre National du Mérite por el presidente de la República Francesa.
- Premio Iberian Lawyer Lifetime Achievement Award por su larga y exitosa carrera profesional.[12]